# Дядя Дэвид
«Дядя Дэвид» (англ. Uncle David) — британский художественный фильм в жанре черной комедии, главную роль в которой исполнил актёр гей-порно Эшли Райдер. Картина снималась в течение четырёх дней в один дубль без определённого сценария, с импровизацией сцен на основе базовой структуры повествования.

## Сюжет
Действие происходит на британском острове Шеппи у северного побережья графства Кент. Эшли, молодой парень с детским мировоззрением, приезжает к своему дяде Дэвиду. Парень рассказывает родственнику, что мать унижает его и издевается, показывает ожоги от сигаретных окурков. Они ложатся спать вместе, Эшли вступает в сексуальные отношения с дядей. На следующее утро они просыпаются, завтракают, Дэвид моет Эшли в ванной. Они идут в местное кафе, сидят на скамейке в парке, постоянно разговаривают: Дэвид излагает свой взгляд на мир и природу реальности, в то время как Эшли говорит, что хочет умереть, оба постоянно выражают свою любовь и сильную привязанность друг к другу. Дэвид рекомендует парню покончить с собой, говоря, что он «слишком хорош для этого мира». Затем они идут в город и проводят время в увеселительных заведениях. Вечером мужчины занимаются сексом.
На следующее утро пьяная мать Эшли звонит по телефону и требует сказать ей, где находится её сын. Дэвид делает вид, что не знает, заявляя, что находится не в Шеппи, а в Манчестере. Отведя Эшли в заброшенный военный бункер, Дэвид впрыскивает неизвестное вещество в вену племянника, при этом они целуются. У Эшли происходит помутнение сознания, он с Дэвидом раскуривает марихуану. Затем Дэвид делает Эшли вторую инъекцию, они сидят и смотрят на берег. После наступления темноты Эшли лежит в кровати, свернувшись калачиком, Дэвид делает ему третью и последнюю инъекцию, после которой парень теряет сознание и умирает. Дэвид говорит, что он никогда никого не любил так сильно. На следующее утро он идет на пляж, оставляет там труп своего племянника, со слезами на глазах целуя бездыханное тело.

## В ролях
| Актёр       | Роль  |
| ----------- | ----- |
| Эшли Райдер | Эшли  |
| Дэвид Хойл  | Дэвид |

## Критика
Дэмиен Райан на странице So So Gay дал фильму 0,5 балла из 5, назвав его «ужасным» и отметив, что главная цель его создателей — шокировать зрителя табуированной темой. Он также высказал мнение, что «Дядя Дэвид» похож на «самую худшую работу студента-первокурсника», и поставил под сомнение отнесение картины к жанру «черная комедия», утверждая, что это вовсе не смешно. Критикуя актёрскую работу, он язвительно советует Райдеру в ближайшее время не бросать работу в гей-порно, а игру Хойла назвал жалкой попыткой изобразить нечто похожее на Холдена Колфилда в обличии маньяка-педофила.
Кливер Паттерсон в своей рецензии на кино-сайте «Cine-Vue» так же критически отозвался о фильме, дав ему одну из пяти звезд. Он поставил под сомнение цель создателей фильма, подчеркнув, что изображение геев «печальными, извращёнными и бесконечно одинокими людьми» приводит лишь к тому, что население отворачивается от них. В то же время он высоко оценил техническую сторону кинокартины с её «приглушенными цветами галечных пляжей и пронзительно голубыми небесами».